# Itamar (asentamiento israelí)
Itamar (en hebreo: אִיתָמָר) es un asentamiento israelí ubicado en el norte de la Cisjordania ocupada. El asentamiento, es administrado por el Concejo Regional Samaria, el pueblo está situado en los Montes de Samaria, a unos 5 km al sureste de Nablus, a 28 km de la Línea Verde, al este de la Barrera israelí de Cisjordania . El asentamiento fue fundado en 1984, Itamar es una colonia perteneciente a un movimiento sionista religioso. Su población, a finales de 2011, ascendía a 1.181 habitantes, incluidos alrededor de un centenar de estudiantes de una escuela talmúdica. La población de Itamar es conocida por tener unas tendencias políticas especialmente ultraderechistas.

## Situación jurídica
La comunidad internacional considera que los asentamientos israelíes en la Cisjordania ocupada, son ilegales según el derecho internacional público, pero el gobierno israelí niega esta afirmación.

## Violencia
La aldea de Itamar es famosa por la violencia de sus habitantes, los colonos israelíes son los autores de ataques de represalia, contra los campesinos palestinos de los pueblos circundantes, (Akraba y Yanoun en particular). sin embargo, como se puede ver en el siguiente apartado, las víctimas  de los asesinatos son precisamente los habitantes de Itamar.

## Asesinatos
Itamar fue el escenario de dos ataques palestinos en mayo y junio de 2002, el asesinato de tres estudiantes de la yeshivá en mayo, Netanel Riachi (17 años), Gilad Stiglitz (14 años) y Avraham Siton (17 años), cuatro miembros de una familia de colonos judíos en junio. Itamar es también el lugar del asesinato de cinco miembros de la familia Fogel, el 11 de marzo de 2011. El 1 de octubre de 2015, una joven pareja de colonos judíos, residente en Itamar, fue asesinada en su automóvil, en presencia de sus cuatro hijos de edades comprendidas entre los cuatro meses y los nueve años, no muy lejos de la colonia judía de Itamar.Una rama de la organización Al-Fatah reivindicó el asesinato.